# 혼다 미도리
혼다 미도리(일본어: 本田 美登里, 1964년 11월 16일 ~ )는 일본의 은퇴한 여자 축구 선수이자 현 축구 지도자로 현재 우즈베키스탄 여자 축구 국가대표팀의 감독직을 맡고 있으며 과거 포지션은 수비수였다.

## 선수 시절

### 클럽
1979년 시미즈다이치 플레이어데스에서 데뷔하여 1984년까지 활동하며 일본 황후배 5연패(1980, 1981, 1982, 1983, 1984) 및 1979년 황후배 준우승에 기여했고 이후 1985년부터 1992년까지 도쿄 베르디 벨레자 소속으로 일본 여자 축구 리그 3연패(1990, 1991, 1992) 및 1989년 리그 준우승, 황후배 2연패(1987, 1988) 및 3회 준우승(1986, 1991, 1992) 등에 공헌했다.

### 국가대표팀
대만과의 1981년 AFC 여자 아시안컵 B조 조별리그 1차전에서 국제 A매치 데뷔전을 치른 후 1991년까지 43경기의 A매치에 출전해 AFC 여자 아시안컵 2회 준우승(1986, 1991), 1990년 아시안 게임 은메달 획득에 일조했다.

## 지도자 경력

### 초기 경력
선수 은퇴 후 2001년 오카야마 유노고 벨레의 감독으로 첫 지도자 커리어를 시작한 후 2010년까지 팀을 맡아 2002년 여자 2부 리그 우승 및 1부 리그 승격, 2004년 여자 2부 리그 우승 및 1부 리그 재승격, 2006년 황후배 준우승 등의 성과를 남겼다.
그리고 2013년부터 2019년까지 나가노 파르세이루 레이디스의 감독을 맡으며 2015년 나데시코 리그 디비전 2 우승, 2016년 나데시코 리그 디비전 1 3위의 성적을 이끌어낸 뒤 2020년부터 2021년까지 고향팀인 시즈오카 SSU 아스레지나의 감독을 맡았다.

### 우즈베키스탄 여자 대표팀
2022년 2월 우즈베키스탄 여자 대표팀의 사령탑으로 선임되며 지도자 경력 21년만에 처음으로 국가대표팀 감독을 맡게 되었고 부임 이후 첫 대회인 2022년 튀르키예 6개국 여자 축구 대회에서 우즈베키스탄을 3위로 이끌었으며 이후 같은 해 7월 타지키스탄에서 열린 CAFA 여자 챔피언십에서 우즈베키스탄의 대회 2연패를 이끌었다.
그리고 이듬해에 열린 2022년 아시안 게임을 통해 선수로 출전했던 1990년 이후 33년만이자 우즈베키스탄 여자 대표팀 사령탑 부임 이후로는 처음으로 아시안 게임에 참가하자마자 비록 메달은 따지 못했지만 우즈베키스탄 여자 축구 역사상 첫 아시안 게임 4강 진출이자 우즈베키스탄 남녀 대표팀 동반 4강 진출이라는 대업을 이끌었다.
또한 2024년 하계 올림픽 아시아 지역 예선에서도 6경기 5승 1패(1차 예선 3전 전승·2차 예선 2승 1패)의 놀라운 성적을 거두며 사상 첫 아시아 지역 최종 예선 진출을 지휘했으나 최종 예선에서는 호주에 1·2차전 합계 0-13으로 대패를 당하며 우즈베키스탄 남녀 대표팀 동반 올림픽 본선 진출이 무산되었다.

## 통계
| 일본 | 일본 | 일본 |
| 연도 | 출전 | 득점 |
| ---- | ---- | ---- |
| 1981 | 5    | 0    |
| 1982 | 0    | 0    |
| 1983 | 0    | 0    |
| 1984 | 3    | 0    |
| 1985 | 0    | 0    |
| 1986 | 6    | 0    |
| 1987 | 4    | 0    |
| 1988 | 3    | 0    |
| 1989 | 8    | 0    |
| 1990 | 5    | 0    |
| 1991 | 9    | 0    |
| 통산 | 43   | 0    |

## 수상

### 클럽 (선수)
시미즈다이치 플레이어데스
- 황후배 : 우승 (1980, 1981, 1982, 1983, 1984), 준우승 (1979)

도쿄 베르디 벨레자
- 일본 여자 축구 리그 : 우승 (1990, 1991, 1992), 준우승 (1989)
- 황후배 : 우승 (1987, 1988), 준우승 (1986, 1991, 1992)

### 국가대표팀 (선수)
일본
- AFC 여자 아시안컵 : 준우승 (1986, 1991), 3위 (1989)
- 아시안 게임 : 은메달 (1990)

### 국가대표팀 (지도자)
우즈베키스탄 (여자)
- 튀르키예 6개국 여자 축구 대회 : 3위 (2022)
- CAFA 여자 챔피언십 : 우승 (2022)
- 아시안 게임 : 4위 (2022)